# Kim (pel·lícula)
 Kim és una pel·lícula estatunidenca dirigida el 1950 per Victor Saville segons la novel·la de Rudyard Kipling Kim. Ha estat doblada al català

## Argument
Kim és un jove orfe d'un oficial britànic, que recorre els carrers de Lahore. Un dia coneix un lama i accepta seguir-lo en una cerca iniciàtica. Quan les autoritats britàniques descobreixen el seu origen, és col·locat en una escola anglesa. El seu gust per la llibertat concorda malament amb la disciplina que s'espera d'un fill d'oficial de la seva Graciosa Majestat. El seu coneixement dels indis i dels seus costums així com la seva habilitat a fer-se passar per un indi faran d'ell un espia per als britànics, que intenten impedir una revolució a l'Índia.

## Repartiment
- Errol Flynn: Mahbub Ali
- Dean Stockwell: Kim
- Paul Lukas: Lama
- Robert Douglas: Coronel Creighton
- Richard Hale: Hassan Bey

I, entre els actors que no surten als crèdits:
- Michael Ansara: Un guàrdia de l'harem
- Movita Castaneda: La dona amb un nen
- Jeanette Nolan: La mare de Foster